# Franciszek Kurzynoga
Franciszek Kurzynoga (ur. 1904, zm. ?) – polski działacz komunistyczny, wiceprezydent Olsztyna (1949–1950) i przewodniczący Prezydium Miejskiej Rady Narodowej w Olsztynie (1950–1953).

## Życiorys
Działał w Polskiej Partii Robotniczej i Polskiej Zjednoczonej Partii Robotniczej, wchodził w skład egzekutyw Komitetów Miejskich PPR/PZPR w Olsztynie. W sierpniu 1945 wybrany członkiem i członkiem egzekutywy Komitetu Wojewódzkiego PPR w Olsztynie, pozostał nim do maja 1947. Aktywny również w związkach zawodowych.
29 listopada 1949 objął funkcję wiceprezydenta tego miasta. 5 czerwca 1950 po przekształceniach administracji lokalnej został pierwszym przewodniczącym Prezydium Miejskiej Rady Narodowej w Olsztynie. Podczas jego kadencji utworzono „Głos Olsztyński”. Pod koniec 1953 dyscyplinarnie zwolniony ze stanowiska na wniosek Wojewódzkiej Rady Narodowej w Olsztynie. W 1953 należał do założycieli Stowarzyszenia Teatru Kukiełkowego Ziemi Warmińsko-Mazurskiej „Czerwony Kapturek”.

## Odznaczenia
W 1946 odznaczony Złotym Krzyżem Zasługi  za zasługi położone w dziele organizacji administracji kolejowej oraz odbudowy i uruchomienia komunikacji i transportu kolejowego na terenie kraju.